# Koninklijk Paleis (Quisisana)

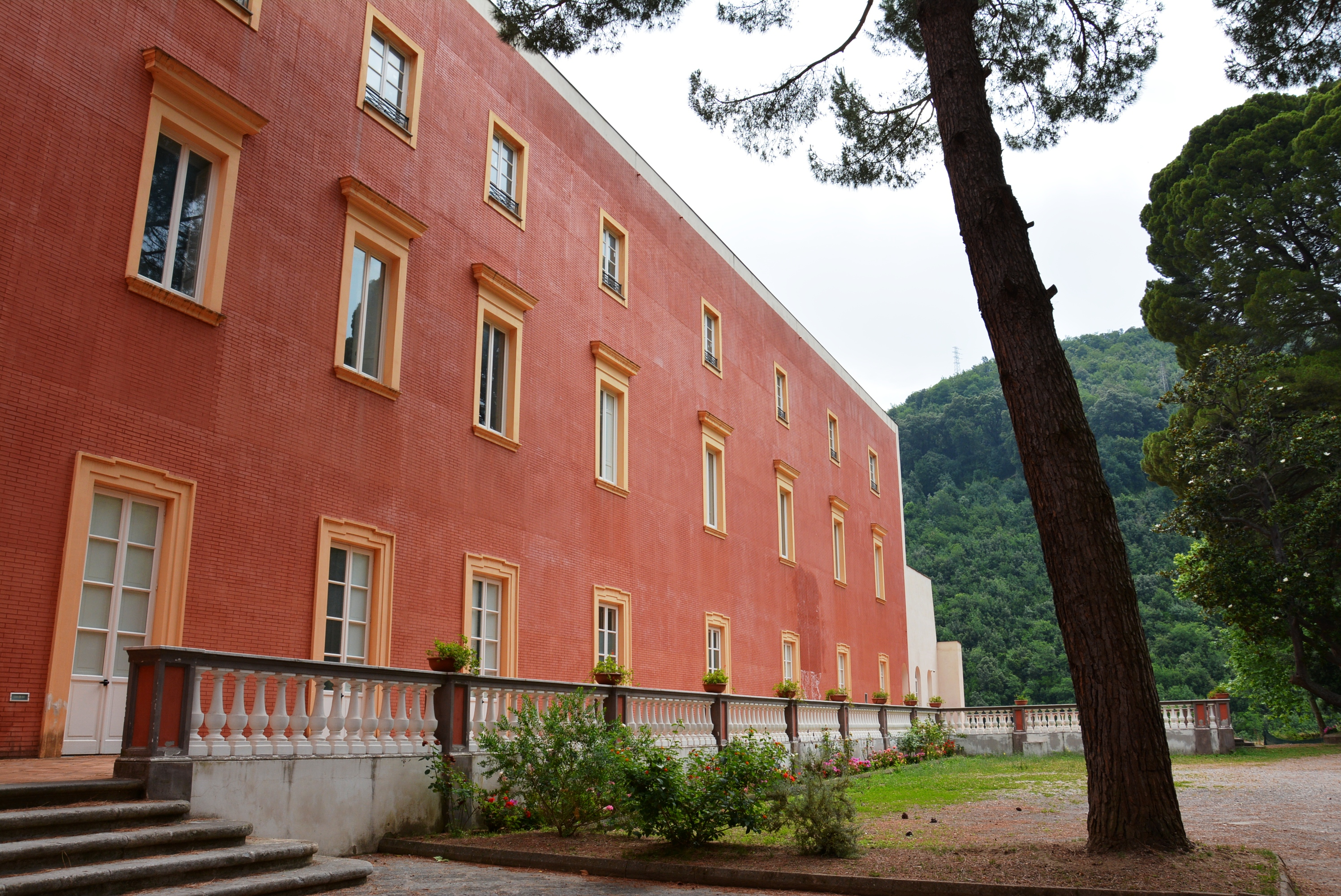
Koninklijk Paleis van Quisisana, metropole stad van Napels

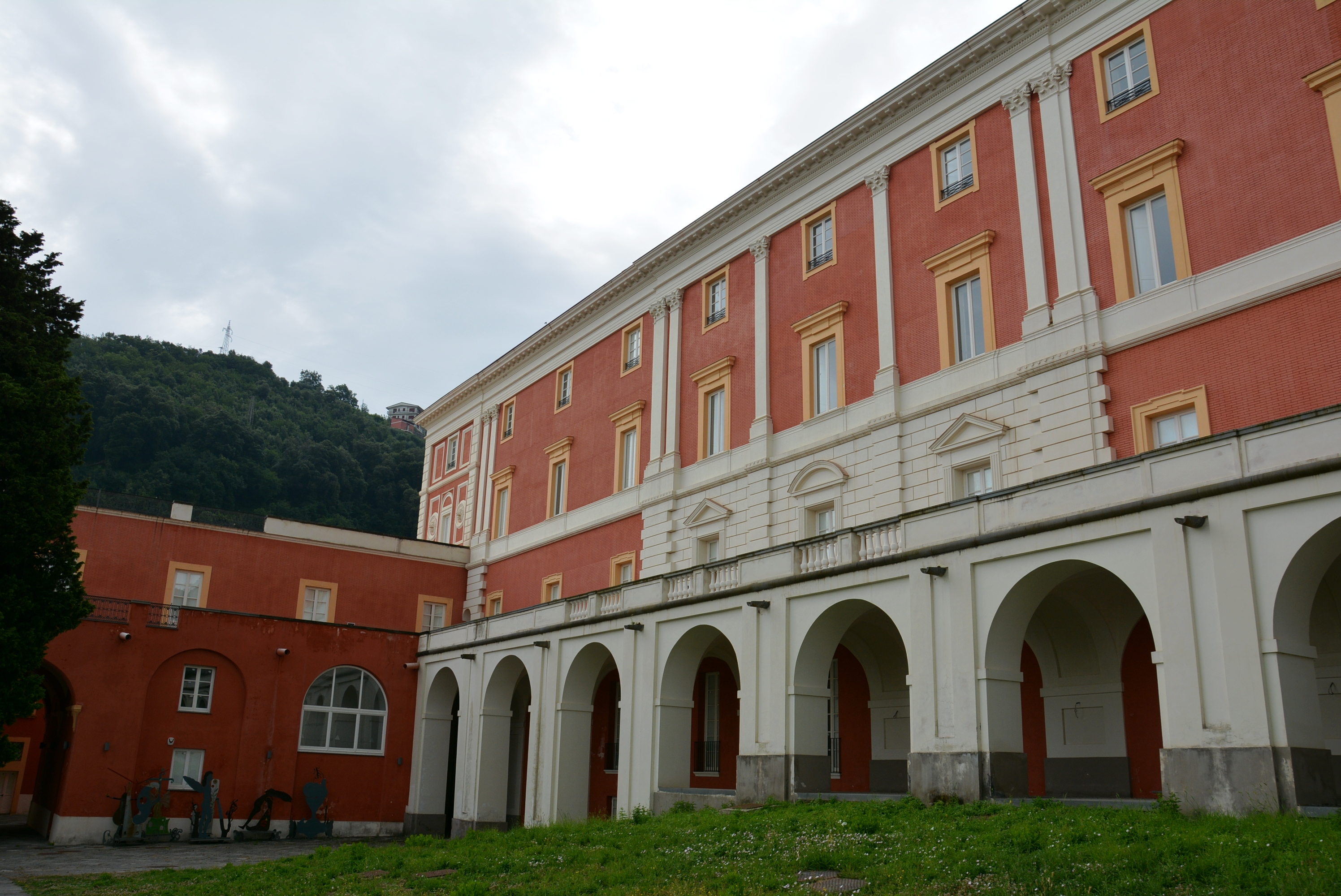

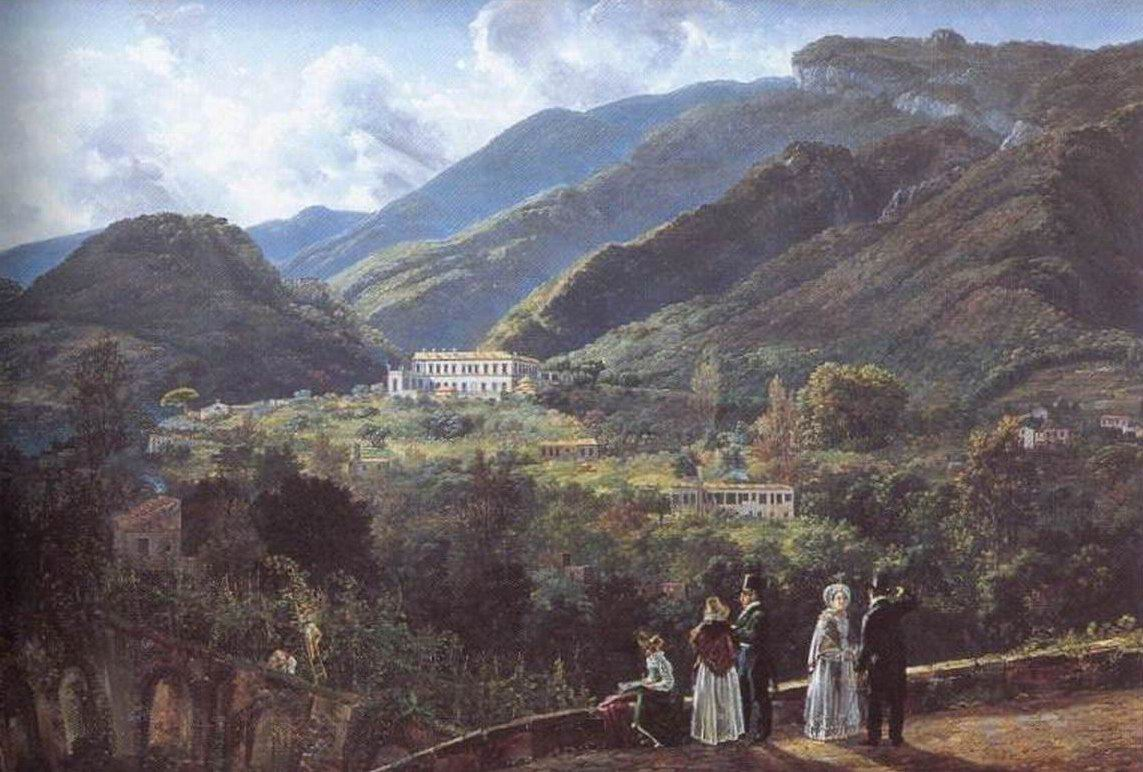
19e-eeuws zicht op het paleis bewoond door de Bourbons

Het koninklijk paleis Quisisana (13e eeuw en 18e eeuw) was een adellijke residentie in Quisisana, in de Italiaanse gemeente Castellammare di Stabia in de Baai van Napels. De belangrijkste families in Quisisana waren het koninklijk Huis Anjou-Sicilië, het Huis Farnese en het koninklijk Huis Bourbon-Sicilië.

## Naam
- Casa Sana of Gezond Huis, een naam uit de Middeleeuwen. De edellieden namen hun toevlucht in Quisisana om de pest te ontlopen.
- Domus de Loco Sano: Latijnse naam die betekent Huis met de gezonde plek.

## Historiek

### Middeleeuwen
Uit de periode van de Hohenstaufen die heersten over Sicilië (en Napels) bestaan slechts enkele bronnen die de plaats Quisisana vermelden.
De eerste vermelding van een koninklijke residentie dateert van de 13e eeuw. Op de kanselarij van het Huis Anjou-Sicilië bestaat een document hierover, opgesteld tijdens het bestuur van Karel I, koning van Sicilië en Napels. Boccaccio vermeldde in zijn roman Decamerone, in verhaal VI op dag X, dat ridder Neri degli Uberti verbleef bij Karel I in Quisisana. Het waren vervolgens Karel II en Maria van Hongarije die de residentie verbouwden begin 14e eeuw. Het kasteel werd het jachtslot van de Anjous. Het kasteelpark bestond nog niet en ze gebruikten de omliggende bosrijke heuvels als hun jachtgebied. Het kasteel diende om er vrije tijd door te brengen en om te herstellen van ziektes. De brede zichten op de Baai van Napels droegen hiertoe bij. Ladislaus, koning van Napels, verbleef er in 1401 met heel zijn familie; er raasde immers een zware pestepidemie in zijn land. Niemand aan het hof in Quisisana geraakte besmet. Ladislaus’ zus, koningin Johanna II, vluchtte voor de pest naar Quisisana in 1420.

### Nieuwe Tijd
De dynastie die heerste over Sicilië en Napels na Anjou-Sicilië, was het Huis Trastámara uit het koninkrijk Aragon. Dezen verbleven nooit in Quisisana. Zij lieten andere edellieden in het kasteel wonen (1483-1541).
In 1541 verwierf de familie Farnese het kasteel van Quisisana; zij woonden er met tussenpozen tot het jaar 1734.
Het Koninklijk Huis Bourbon werd de eigenaar van Quisisana in het jaar 1734. Koning Karel III van Napels erfde het via zijn moeder Elisabetta Farnese, koningin-gemalin van Spanje. Met de Bourbons vonden er uitgebreide bouwwerken plaats. Deze vonden plaats in de jaren 1760 en 1780. Er verrees een paleis met twee verdiepingen met brede terrassen en een park. In 1790 was het paleis in zijn grootste expansie en luxueus afgewerkt. Het hoofdgebouw heeft de vorm van een L. Het paleis telde ongeveer honderd kamers, twee paardenstallen, twee zadelmakerijen, schuren, een boerderij, een kerk en huizen voor paleispersoneel. In het paleiscomplex was er tevens de Casino van Quisisana, de oudste casino van het koninkrijk Napels. Er volgden nog de aanleg van fonteinen, marmeren banken in het park en brede uitkijkposten over de Baai van Napels (1796). Prinsen van koninklijken bloede konden er paardrijlessen volgen. De Bourbons gebruikten het paleis van Quisisana voor feesten of lieten er hooggeplaatste gasten logeren.

### Nieuwste Tijd
Met de val van het Bourbonregime in het Koninkrijk der Beide Siciliën (1861) begon een periode van verval voor het paleis. Plunderaars sleurden het rijkelijk meubilair weg.
De koning van het eengemaakte Italië, Victor Emmanuel II van Savoye, had geen interesse in het paleis. Hij schonk het aan de gemeente Castellammare di Stabia (1878). Eind 19e eeuw en in de 20e eeuw kende het paleis van Quisisana andere bestemmingen: het was verschillende keren zowel een hotel als een hogeschool; tijdens de Eerste en Tweede Wereldoorlog was een militair hospitaal. In 1960 sloot het hotel Royal Palace Hotel de deuren. 
Het Koninklijk Paleis van Quisisana werd verwaarloosd, een proces dat nog versneld werd door de aardbevingen van 1980.
De restauratiewerken duurden van 2002 tot 2009. Het paleis wordt gebruikt als tentoonstellings- en concerthuis; bovendien werd in het complex een archeologisch museum uitgebouwd. Deze heet het Archeologisch Museum Libero D’Orsi, genoemd naar de archeoloog die in de jaren 1950 de Romeinse villa’s van Stabiae bloot legde. Het museum toont de luxueuze aspecten in deze Romeinse woningen.